# Список советских асов Великой Отечественной войны, одержавших 13—15 личных побед
Список советских асов Великой Отечественной войны, одержавших по 13 — 15 личных побед составлен на основании труда М. Ю. Быкова «Все Асы Сталина 1936—1953 гг.» (М., 2014). Данные по некоторым лётчикам откорректированы только в том случае, когда приведены обоснованные данные по иному количеству их побед.
Серым цветом выделены лётчики, погибшие в бою, пропавшие без вести, не вернувшиеся из боевых вылетов (кроме попавших в плен и вернувшихся из него после окончания войны), погибшие в авиакатастрофах и по другим причинам во время войны.
| Фамилия, Имя, Отчество               | Победы личные | Победы в группе (при их наличии) | Количество боевых вылетов / воздушных боёв | Воинская часть                                                                                  | Самолёты, на которых воевал лётчик                 | Примечания |
| ------------------------------------ | ------------- | -------------------------------- | ------------------------------------------ | ----------------------------------------------------------------------------------------------- | -------------------------------------------------- | --- |
| Пишкан, Иван Аникеевич               | 15            | 33                               | 574/88                                     | 273 иап 3 ОИАЭ ПВО 729 иап ПВО 6 иап 9 гиап 296 иап 31 гиап 73 гиап                             | Як-1, Як-9                                         | |
| Дзюба, Пётр Петрович                 | 15            | 13                               | св.430/ок.100                              | 2 иап 85 гиап 73 гиап                                                                           | И-16, ЛаГГ-3, Як-1                                 | В бою 8 мая 1944 года получил тяжелейшие ранения, и более по инвалидности не летал. |
| Семенишин, Владимир Григорьевич      | 15            | 11                               | ок.300/-                                   | 67 иап 131 иап 298 иап                                                                          | И-16, P-39 Аэрокобра                               | В финской войне сбил 1 самолёт в группе. В воздушном бою 29 сентября 1943 года сбил 3 немецких самолёта, но и сам был сбит и погиб. |
| Трофимов, Николай Леонтьевич         | 15            | 11                               | 387/76                                     | 84 «А» иап 16 гиап                                                                              | И-153, P-39 Аэрокобра                              | |
| Черненко, Василий Иванович           | 15            | 11                               | 321/50                                     | 5 иап БФ 3 гиап БФ                                                                              | И-16, Харрикейн, ЛаГГ-3, Ла-5, Ла-7                | |
| Неуструев, Иван Павлович             | 15            | 10                               | св.200/ок.70                               | 19 иап 195 иап 26 иап 7 иак 11 гиап                                                             | И-153, P-39 Аэрокобра                              | |
| Костиков, Фёдор Михайлович           | 15            | 9                                | 223/69                                     | 43 иап                                                                                          | Як-7, Як-1, Як-9                                   | |
| Варчук, Николай Изотович             | 15            | 8                                | 380/87                                     | 176 иап 737 иап                                                                                 | МиГ-3, ЛаГГ-3, Як-1                                | Погиб в авиакатастрофе 21 сентября 1943 года. |
| Долгушин, Сергей Фёдорович           | 15            | 8                                | 468/69                                     | 122 иап 180 иап 434 иап 32 гиап 30 гиап 156 иап                                                 | МиГ-3, Харрикейн, P-39 Аэрокобра, Як-7, Як-1, Як-9 | |
| Карлов, Валентин Андреевич           | 15            | 8                                | св.180/св.45                               | 27 иап 126 гиап                                                                                 | Як-1, P-39 Аэрокобра                               | |
| Алексеев, Константин Степанович      | 15            | 7                                | св.500/110                                 | 9 иап ЧФ 8 иап ЧФ 6 гиап ЧФ 25 иап ЧФ                                                           | И-16, Як-1, ЛаГГ-3                                 | |
| Гребенёв, Аркадий Дмитриевич         | 15            | 7                                | 371/63                                     | 29 иап 1 гиап 40 гиап 111 гиап                                                                  | И-16, Як-1, Ла-5, Ла-7                             | |
| Осадчиев, Александр Дмитриевич       | 15            | 7                                | ок.250/св.70                               | 43 иап                                                                                          | Як-7, Як-9                                         | |
| Волков, Виктор Фёдорович             | 15            | 6                                | св.250/св.60                               | 10 иап 163 иап 157 иап 234 иад                                                                  | МиГ-3, Як-1, Як-7, Як-9                            | |
| Серёгин, Василий Георгиевич          | 15            | 6                                | 350/48                                     | 168 иап 18 гиап 303 иад                                                                         | И-16, ЛаГГ-3, Як-7, Як-9, Як-3                     | |
| Бритиков, Алексей Петрович           | 15            | 5                                | 515/78                                     | 11 иап 273 иап 31 гиап 85 гиап                                                                  | Як-1, Як-9                                         | |
| Избинский, Иван Иванович             | 15            | 4                                | св.400/-                                   | 169 иап 434 иап 32 гиап                                                                         | И-153, ЛаГГ-3, Як-1, Як-7                          | Покончил жизнь самоубийством 4 февраля 1943 года. |
| Олейник, Григорий Никитович          | 15            | 4                                | 376/св.70                                  | 32 иап 32 «А» иап 293 иап                                                                       | И-16, Як-1, Як-9                                   | |
| Орлов, Виктор Николаевич             | 15            | 4                                | св.150/ок.70                               | 152 иап 416 иап 297 иап 437 иап 113 гиап                                                        | ЛаГГ-3, Ла-5                                       | Погиб в авиакатастрофе 9 декабря 1943 года. |
| Спириденко, Николай Кузьмич          | 15            | 4                                | ок.350/ок.90                               | 49 иап 172 иап                                                                                  | И-16, МиГ-3, Ла-5, Як-9                            | В финской войне сбил в группе 1 самолёт. |
| Щеголёв, Владимир Георгиевич         | 15            | 4                                | св.350/ок.60                               | 431 иап 162 иап                                                                                 | ЛаГГ-3, Як-1, Як-7, Як-9                           | Сбит и погиб в воздушном бою 29 июля 1944 года. |
| Волошин, Александр Иович             | 15            | 3                                | 293/65                                     | 814 иап 106 гиап 107 гиап                                                                       | Як-1, Як-7, Як-9                                   | |
| Кошельков, Николай Филиппович        | 15            | 3                                | св.50/св.20                                | 129 гиап                                                                                        | P-39 Аэрокобра                                     | Сбит и погиб в воздушном бою 18 апреля 1944 года. |
| Олефиренко, Иван Константинович      | 15            | 3                                | ок.550/св.50                               | 16 гиап                                                                                         | P-39 Аэрокобра                                     | В 1941—1943 годах выполнил 394 боевых вылета на ночном бомбардировщике У-2 (учтены в общем числе). Погиб в авиакатастрофе 10 мая 1944 года. |
| Петренко, Евгений Васильевич         | 15            | 3                                | ок.300/-                                   | 9 иап ЧФ 20 иап СФ                                                                              | Як-1, P-39 Аэрокобра                               | |
| Башкиров, Виктор Андреевич           | 15            | 2                                | 260/33                                     | 519 иап 122 иап                                                                                 | МиГ-3, Як-1, Як-7, Як-9                            | |
| Бондарев, Иван Алексеевич            | 15            | 2                                | 181/52                                     | 774 иап                                                                                         | Як-7, Як-1                                         | |
| Горбунов, Николай Иванович           | 15            | 2                                | 211/40                                     | 31 иап                                                                                          | Ла-5                                               | Сбит и погиб в воздушном бою 20 мая 1944 года. |
| Заболотнов, Михаил Яковлевич         | 15            | 2                                | -/-                                        | 13 иап 46 иап 68 гиап                                                                           |                                                    | Сбит и погиб в воздушном бою 19 сентября 1944 года. |
| Кондрашёв, Александр Петрович        | 15            | 2                                | 150/70                                     | 875 иап 66 гиап                                                                                 | Як-7, Як-9, Як-3                                   | |
| Кузьмичёв, Иван Фёдорович            | 15            | 2                                | 171/83                                     | 270 иап 152 гиап                                                                                | ЛаГГ-3, Як-1, Як-9                                 | |
| Куницын, Виктор Александрович        | 15            | 2                                | 242/39                                     | 4 иап                                                                                           | Як-1                                               | |
| Лебедев, Фёдор Михайлович            | 15            | 2                                | 351/36                                     | 34 иап 177 иап 283 иап 2 гиап 482 иап                                                           | И-16, Ла-5, Ла-7                                   | |
| Мастерков, Александр Борисович       | 15            | 2                                | ок.200/св.40                               | 5 гиап                                                                                          | Ла-5                                               | 1 самолёт сбил тараном. Сбит зенитным огнём и погиб 23 марта 1945 года. |
| Смазнов, Виктор Викторович           | 15            | 2                                | 162/42                                     | 516 иап 153 гиап                                                                                | Як-1                                               | |
| Фигичев, Валентин Алексеевич         | 15            | 2                                | 553/70                                     | 55 иап 16 гиап 205 иад 129 гиап                                                                 | МиГ-3, P-39 Аэрокобра                              | |
| Цветков, Вениамин Павлович           | 15            | 2                                | св.410/св.80                               | 889 сап 483 иап 84 «А» иап 104 гиап                                                             | И-16, P-39 Аэрокобра                               | Погиб при немецком авианалёте 7 апреля 1945 года. |
| Ярёменко, Евгений Михайлович         | 15            | 2                                | 183/ок.50                                  | 5 гиап                                                                                          | Ла-5                                               | |
| Баландин, Владимир Александрович     | 15            | 1                                | 236/31                                     | 18 гиап                                                                                         | Як-7, Як-9, Як-3                                   | Сбит и погиб в воздушном бою 30 декабря 1944 года. |
| Басулин, Евгений Дмитриевич          | 15            | 1                                | ок.100/ок.30                               | 239 иап                                                                                         | Ла-5                                               | В августе 1943 года был тяжело ранен и после лечения списан с лётной работы. |
| Безверхий, Алексей Игнатьевич        | 15            | 1                                | 333/47                                     | 247 иап 156 гиап                                                                                | Як-1, Як-7, Як-9                                   | |
| Буряк, Николай Васильевич            | 15            | 1                                | 395/105                                    | 247 иап 156 гиап                                                                                | Як-1, Як-9                                         | |
| Верников, Яков Ильич                 | 15            | 1                                | 424/68                                     | 199 иап, 234 иап ПВО, 441 иап ПВО, 147 гиап ПВО, 145 гиап ПВО                                   | И-16, ЛаГГ-3, Як-1, Як-7, Як-9                     | |
| Громаковский, Владимир Александрович | 15            | 1                                | 186/29                                     | 896 иап 19 иап 176 гиап                                                                         | Як-1, Ла-5, Ла-7                                   | |
| Елизаров, Сергей Михайлович          | 15            | 1                                | 190/78                                     | 239 иап 9 гиап                                                                                  | Як-1, P-39 Аэрокобра, Ла-7                         | |
| Кирьянов, Константин Андрианович     | 15            | 1                                | ок.350/-                                   | 429 иап 875 иап 66 гиап                                                                         | И-15бис, Як-1, Як-7                                | Погиб в авиакатастрофе 27 августа 1943 года. |
| Логвинов, Иван Иванович              | 15            | 1                                | 267/24                                     | 46 иап 28 гиап 68 гиап                                                                          | Харрикейн, P-40 Киттихаук, P-39 Аэрокобра          | |
| Московенко, Василий Иванович         | 15            | 1                                | ок.140/26                                  | 1 гиап                                                                                          | Як-7, Як-1, Як-3                                   | |
| Обиралов, Виктор Григорьевич         | 15            | 1                                | 423/33                                     | 286 иап 14 гиап                                                                                 | И-16, Як-1                                         | Сбит зенитным огнём и погиб 10 сентября 1943 года. |
| Плеханов, Андрей Филиппович          | 15            | 1                                | 601/71                                     | 296 иап 73 гиап                                                                                 | Як-1, Як-9                                         | В 1941—1942 годах воевал на ночном бомбардировщике У-2, выполнил 215 боевых вылетов, в 1942 году на самолёте И-153 выполнил 20 боевых вылетов на разведку (учтены в общем количестве). |
| Проворихин Владимир Борисович        | 15            | 1                                | 261/-                                      | 927 иап 926 иап 790 иап 821 иап 57 гиап                                                         | ЛаГГ-3, P-39 Аэрокобра                             | |
| Рязанцев, Алексей Фёдорович          | 15            | 1                                | 155/47                                     | 296 иап 297 иап 179 гиап                                                                        | И-16, Ла-5                                         | |
| Трощилов, Иван Антонович             | 15            | 1                                | 184/35                                     | 590 иап 494 иап                                                                                 | P-39 Аэрокобра                                     | |
| Тушев, Иван Тимофеевич               | 15            | 1                                | 360/45                                     | 481 иап ПВО, 191 иап 9 гиап                                                                     | P-40 Киттихаук, Ла-5                               | |
| Уцин, Александр Николаевич           | 15            | 1                                | ок.200/-                                   | 161 иап 160 иап 137 гиап                                                                        | И-16, Ла-5, Ла-7                                   | |
| Анкудинов, Егор Ефремович            | 15            |                                  | 250/70                                     | 15 иап 43 иап 812 иап                                                                           | Як-7, Як-1, Як-9                                   | В боевых действиях на Халхин-Голе сбил лично 1 и в группе 3 японских самолётов. |
| Батаров, Михаил Фёдорович            | 15            |                                  | ок.350/75                                  | 611 иап                                                                                         | Як-1, Як-9, Як-3                                   | |
| Бицаев, Сергей Владимирович          | 15            |                                  | 263/84                                     | 287 иап 845 иап                                                                                 | Як-1, Як-7, Як-9                                   | |
| Бычков, Анатолий Фёдорович           | 15            |                                  | 168/-                                      | 65 гиап                                                                                         | Як-9                                               | |
| Голубев, Георгий Гордеевич           | 15            |                                  | 320/105                                    | 40 иап 84 «А» иап 16 гиап                                                                       | P-39 Аэрокобра                                     | |
| Гончар, Иван Алексеевич              | 15            |                                  | 87/28                                      | 89 гиап                                                                                         | Як-9                                               | В боевом вылете 20 апреля 1945 года был подбит зенитным огнём, погиб при попытке посадить повреждённый самолёт. |
| Деменков, Сергей Васильевич          | 15            |                                  | ок.500/-                                   | 124 иап 158 иап 103 гиап                                                                        | P-40 Киттихаук, P-39 Аэрокобра                     | |
| Дергач, Алексей Николаевич           | 15            |                                  | ок.400/-                                   | 161 иап 21 гиап 477 иап 86 гиап                                                                 | Як-1, ЛаГГ-3, Як-7, Як-9, Як-3                     | В 1941—1942 годах воевал на ночном бомбардировщике У-2, совершил 175 боевых вылетов (учтены в общем количестве). В наградном листе и в литературе указывается и о 14 групповых победах лётчика, но никакими документами они не подтверждаются. |
| Ершов, Александр Михайлович          | 15            |                                  | 73/12                                      | 223 иап                                                                                         | Як-3                                               | 1 самолёт сбил тараном. В течение дня 18 апреля 1945 года выполнил 5 боевых вылетов, в каждом из которых сбил по одному немецкому самолёту. |
| Иванов, Валентин Александрович       | 15            |                                  | св.110/ок.40                               | 32 иап                                                                                          | Як-7                                               | В боевом вылете 19 марта 1944 года столкнулся с другим самолётом и погиб. |
| Кальсин, Пётр Терентьевич            | 15            |                                  | ок.100/ок.40                               | 721 иап 5 гиап                                                                                  | Ла-5                                               | Погиб в воздушном бою 20 декабря 1943 года. Представлялся к званию Героя Советского Союза. |
| Кармин, Александр Леонтьевич         | 15            |                                  | 221/31                                     | 27 иап 129 гиап                                                                                 | Як-1, P-39 Аэрокобра                               | Был тяжело ранен в воздушном бою 31 мая 1944 года и затем списан с лётной работы. |
| Козулин, Борис Фёдорович             | 15            |                                  | 209/53                                     | 6 иап 149 гиап                                                                                  | Як-7, Як-1, Як-9, Як-3                             | |
| Колядин, Виктор Иванович             | 15            |                                  | св.570/30                                  | 68 гиап                                                                                         | P-39 Аэрокобра                                     | В 1941 году воевал в бомбардировочном авиаполку, совершив от 15 до 20 боевых вылетов на бомбардировщике Су-2, в 1941—1942 годах воевал на ночном бомбардировщике У-2, совершив 350 боевых вылетов (включены в общее количество). Вторично стал асом в Корейской войне, сбив лично 5 самолётов.                                                                          |
| Кубарев, Василий Николаевич          | 15            |                                  | ок.300/св.70                               | 653 иап 65 гиап                                                                                 | И-15бис, Як-1, Як-9                                | |
| Лавроненко, Иван Васильевич          | 15            |                                  | 167/32                                     | 239 иап                                                                                         | Ла-5                                               | Погиб при возвращении из боевого вылета 4 июня 1944 года (причина гибели неизвестна). |
| Манулин, Митрофан Фомич              | 15            |                                  | св.40/св.20                                | 42 иап 744 иап 86 гиап                                                                          | Як-7, Як-9                                         | Пропал без вести в боевом вылете 9 октября 1943 года. |
| Маснев, Алексей Никанорович          | 15            |                                  | 289/36                                     | 149 иап 13 иап 111 гиап                                                                         | МиГ-3, ЛаГГ-3, Ла-5, Ла-7                          | |
| Матиенко, Пётр Андреевич             | 15            |                                  | ок.300/91                                  | 253 иап 247 иап 270 иап 516 иап 153 гиап                                                        | ЛаГГ-3, Як-1, Як-7                                 | Погиб в авиакатастрофе 15 октября 1944 года. |
| Онискевич, Григорий Демьянович       | 15            |                                  | 482/106                                    | 25 иап 164 иап                                                                                  | ЛаГГ-3, Ла-5                                       | |
| Онопченко, Николай Маркович          | 15            |                                  | 167/32                                     | 239 иап                                                                                         | Ла-5                                               | |
| Павлушкин, Николай Сазонович         | 15            |                                  | ок.200/св.40                               | 402 иап 812 иап 265 иад                                                                         | Як-1, Як-9                                         | |
| Пасько, Николай Фёдорович            | 15            |                                  | 316/32                                     | 153 иап 28 гиап                                                                                 | P-39 Аэрокобра                                     | Также сбил 1 аэростат. |
| Сирадзе, Александр Михайлович        | 15            |                                  | ок.175/св.40                               | 91 иап 728 иап                                                                                  | Як-7, Як-9                                         | |
| Сырцов, Дмитрий Дмитриевич           | 15            |                                  | ок.360/74                                  | 23 иап 87 иап 92 иап 866 иап                                                                    | И-16, Як-1, Як-7, Як-3                             | |
| Фанин, Иван Маркович                 | 15            |                                  | ок.170/-                                   | 9 иап 211 гиап                                                                                  | P-39 Аэрокобра                                     | |
| Харенко, Николай Михайлович          | 15            |                                  | ок.200/св.25                               | 163 иап                                                                                         | Як-9                                               | 1 самолёт сбил тараном. Сбит и погиб в воздушном бою 6 марта 1945 года. |
| Цыганов, Иван Максимович             | 15            |                                  | 286/51                                     | 91 иап                                                                                          | Як-9, Як-3                                         | В мае 1945 года представлялся к званию Героя Советского Союза. |
| Цыкин, Михаил Дмитриевич             | 15            |                                  | 463/75                                     | 31 иап                                                                                          | Ла-5                                               | |
| Черненков, Иван Филиппович           | 15            |                                  | 266/75                                     | 43 иап                                                                                          | Як-1, Як-9                                         | |
| Чудбин, Леонид Сергеевич             | 15            |                                  | 724/56                                     | 516 иап 153 гиап                                                                                | Як-1                                               | В 1941—1942 годах воевал на ближнем бомбардировщике Р-5 и ночном бомбардировщике У-2, выполнив 373 боевых вылета (учтены в общем количестве). |
| Шевелёв, Павел Фёдорович             | 15            |                                  | 236/55                                     | 191 иап 436 иап 67 гиап                                                                         | И-16, Харрикейн, P-39 Аэрокобра                    | В Корейской войне лично сбил 3 самолёта. |
| Шишов, Михаил Иванович               | 15            |                                  | 278/45                                     | 866 иап                                                                                         | Як-1, Як-7, Як-9, Як-3                             | |
| Шмагайло, Владимир Григорьевич       | 15            |                                  | св.110/-                                   | 875 иап 66 гиап                                                                                 | Як-7, Як-9, Як-3                                   | Сбит зенитным огнём и погиб 23 февраля 1945 года. |
| Щербаков, Иван Иванович              | 15            |                                  | 123/20                                     | 19 иап 176 гиап                                                                                 | Ла-5, Ла-7                                         | |
| Ябриков, Николай Васильевич          | 15            |                                  | 150/38                                     | 148 иап 185 иад                                                                                 | Як-1, Як-9                                         | В июле 1945 года был представлен к званию Героя Советского Союза. |
| Якименко, Антон Дмитриевич           | 15            |                                  | 244/29                                     | 292 иап 427 иап 151 гиап 150 гиап                                                               | Як-1, Як-9, Як-3                                   | В боях на Халхин-Голе сбил 3 японских самолёта лично и 1 в группе (по другим данным, сбил 7 самолётов). |
| Диденко, Гавриил Власович            | 14            | 31                               | 381/св.80                                  | 154 иап, 795 иап, ОИАГ ПВО Сталингр. фронта, 652 иап ПВО, 907 иап ПВО, 482 иап, 482 иап, 2 гиап | МиГ-3, Як-1, Ла-5                                  | В советско-финской войне сбил 2 самолёта лично и 1 в группе. |
| Медведев, Дмитрий Александрович      | 14            | 15                               | 317/св.80                                  | 92 иап 160 иап 486 иап                                                                          | И-153, ЛаГГ-3, Ла-5                                | В боях на Халхин-Голе сбил 1 японский самолёт в группе. |
| Соболев, Афанасий Петрович           | 14            | 10                               | 345/ок.60                                  | 161 иап 425 иап 10 иап 2 гиап                                                                   | И-16, МиГ-3, ЛаГГ-3, Ла-5                          | |
| Харитонов, Николай Васильевич        | 14            | 10                               | 252/79                                     | 521 иап 520 иап                                                                                 | Як-1, Як-3                                         | |
| Часнык, Николай Леонтьевич           | 14            | 10                               | ок.700/46                                  | 630 иап 610 иап 148 гиап                                                                        | И-16, ЛаГГ-3, P-40 Киттихаук, Як-7, Як-9           | 1 самолёт сбил тараном. В боевом вылете 4 июля 1944 года сбит зенитным огнём и попал в плен, освобождён в мае 1945 года. |
| Савченко, Виктор Михайлович          | 14            | 8                                | 508/117                                    | 36 иап 57 гиап                                                                                  | И-16, Спитфайр, P-39 Аэрокобра                     | |
| Елисеев, Владимир Степанович         | 14            | 7                                | 256/67                                     | 436 иап 67 гиап                                                                                 | Харрикейн, P-40 Киттихаук, P-39 Аэрокобра          | |
| Коршунов, Константин Ионович         | 14            | 7                                | ок.580/95                                  | 194 иап 127 иап 154 иап 29 гиап                                                                 | И-153, P-40 Киттихаук, Як-7                        | |
| Жучков, Тихон Свиридович             | 14            | 6                                | 257/37                                     | 3 гиап БФ                                                                                       | ЛаГГ-3, Ла-5                                       | |
| Лагутенко, Иван Никитович            | 14            | 6                                | 348/83                                     | 46 иап 157 иап 68 гиап                                                                          | ЛаГГ-3, Харрикейн, P-40 Киттихаук, P-39 Аэрокобра  | |
| Истрашкин, Владимир Иванович         | 14            | 5                                | 561/97                                     | 446 иап 979 иап                                                                                 | И-16, ЛаГГ-3, Ла-5                                 | |
| Козырев, Леонид Елисеевич            | 14            | 5                                | 293/98                                     | 24 иап 3 гиап 437 иап 113 гиап                                                                  | ЛаГГ-3, Ла-5                                       | |
| Лукашов, Василий Азарович            | 14            | 4                                | -/-                                        | 774 иап                                                                                         | Як-7, Як-1                                         | Не вернулся из боевого вылета 19 июля 1943 года. |
| Лукин, Афанасий Петрович             | 14            | 4                                | 325/120                                    | 88 иап 159 гиап                                                                                 | И-16, ЛаГГ-3                                       | |
| Сидоренко, Ростислав Иванович        | 14            | 4                                | 220/33                                     | 897 иап                                                                                         | Як-7, Як-1, Як-9, Як-3                             | |
| Сыромятников, Сергей Васильевич      | 14            | 4                                | 122/65                                     | 429 иап 875 иап 66 гиап                                                                         | Як-1, Як-7                                         | Сбит и погиб в воздушном бою 19 марта 1943 года. |
| Алексеев, Николай Михайлович         | 14            | 3                                | 102/св.30                                  | 271 иап 64 гиап                                                                                 | Як-7                                               | Сбит и погиб в воздушном бою 12 июля 1943 года. |
| Афонин, Василий Максимович           | 14            | 3                                | 487/-                                      | 510 иап 880 сап 162 иап 309 иад 172 иап                                                         | И-16, ЛаГГ-3, Як-1, Як-7, Як-9                     | |
| Едкин, Виктор Дмитриевич             | 14            | 3                                | 358/58                                     | 158 иап 485 иап 72 гиап                                                                         | Харрикейн, Як-1, Як-7, P-39 Аэрокобра              | Кроме того, сбил 2 аэростата. |
| Шаров, Дмитрий Михайлович            | 14            | 3                                | 281/48                                     | 13 ОИАЭ БФ 3 гиап БФ 14 гиап БФ 10 гиап БФ                                                      | И-16, МиГ-3, ЛаГГ-3, Як-7, Як-1, Як-9              | |
| Бродский, Николай Артурович          | 14            | 2                                | 125/33                                     | 169 иап 157 иап 233 иап                                                                         | И-153, Як-7, Як-9, Як-3                            | |
| Засыпкин, Иван Ильич                 | 14            | 2                                | -/-                                        | 66 иап                                                                                          | Як-1, Як-7, P-39 Аэрокобра                         | |
| Исаенко, Николай Фёдорович           | 14            | 2                                | -/-                                        | 267 иап 236 иад 611 иап                                                                         | ЛаГГ-3, P-39 Аэрокобра, Як-1, Як-3                 | |
| Кисляков, Анатолий Васильевич        | 14            | 2                                | 539/63                                     | 153 иап 28 гиап                                                                                 | И-153, P-39 Аэрокобра                              | Кроме того, сбил 1 аэростат. |
| Колесниченко, Степан Калинович       | 14            | 2                                | ок.120/27                                  | 519 иап                                                                                         | Як-1, Як-7                                         | Сбит и погиб в воздушном бою 30 августа 1943 года. |
| Мартынов, Сергей Михайлович          | 14            | 2                                | ок.300/-                                   | 36 иап 57 гиап                                                                                  | И-16, Спитфайр, P-39 Аэрокобра                     | Сбит в воздушном бою 15 февраля 1944 года, выбросился с парашютом и попал в плен, освобождён в мае 1945 года. |
| Михалин, Михаил Фёдорович            | 14            | 2                                | 409/49                                     | 126 иап 191 иап 159 иап                                                                         | МиГ-3, P-40 Киттихаук, Ла-5                        | |
| Хлуд, Борис Алексеевич               | 14            | 2                                | св.400/67                                  | 146 иап 115 гиап                                                                                | Як-7, Як-9, Як-3                                   | |
| Чугуев, Григорий Власович            | 14            | 2                                | 195/43                                     | 195 иап 482 иап 7 гиад                                                                          | МиГ-3, ЛаГГ-3, Як-3                                | Представлялся к званию Героя Советского Союза. |
| Голячков, Леонид Дмитриевич          | 14            | 1                                | 281/43                                     | 239 иап 181 гиап                                                                                | Як-1, Ла-5                                         | |
| Горегляд, Леонид Иванович            | 14            | 1                                | 132/53                                     | 101 иад ПВО 189 иап 6 иап 205 иад 304 иад 9 гиад 22 гиад                                        | Як-1, P-39 Аэрокобра                               | |
| Дольников, Григорий Устинович        | 14            | 1                                | 160/42                                     | 494 иап 100 гиап                                                                                | P-39 Аэрокобра                                     | В воздушном бою 30 сентября 1943 года сбит, ранен и попал в плен, в декабре 1943 года бежал, до марта 1944 года воевал в партизанском отряде, затем вернулся в свой авиаполк. |
| Егоров, Николай Сергеевич            | 14            | 1                                | 109/22                                     | 183 иап 150 гиап                                                                                | Як-9, Як-3                                         | В воздушном бою 19 февраля 1945 года был сбит и тяжело ранен, попал в плен, освобождён в апреле 1945 года. |
| Ильченко, Михаил Ефимович            | 14            | 1                                | -/-                                        | 4 иап                                                                                           | Як-7, Як-9                                         | Погиб в воздушном бою 15 января 1944 года — столкнулся с своим самолётом. |
| Карнач, Степан Андреевич             | 14            | 1                                | 346/84                                     | 87 иап 247 иап 156 гиап                                                                         | ЛаГГ-3, Як-1, Як-7, Як-9                           | |
| Коняев, Пётр Михайлович              | 14            | 1                                | 165/35                                     | 482 иап                                                                                         | Ла-5, Ла-7                                         | |
| Косса, Михаил Ильич                  | 14            | 1                                | 377/113                                    | 247 иап 42 иап                                                                                  | Як-1, Як-9                                         | В августе 1942 года был сбит зенитным огнём, полгода скрывался на оккупированной территории у местных жителей, после прихода РККА в феврале 1943 года вернулся в свой полк. В 1949 году арестован и в 1950 году расстрелян «за попытку перехода государственной границы», лишён звания Героя. В 1966 году реабилитирован, восстановлен в звании Героя Советского Союза. |
| Кужелев, Александр Власович          | 14            | 1                                | -/-                                        | 436 иап 67 гиап                                                                                 | P-39 Аэрокобра                                     | В октябре 1944 года осужден судом военного трибунала и исключен их списков РККА. |
| Олин, Пётр Степанович                | 14            | 1                                | 298/48                                     | 193 иап 177 гиап                                                                                | Ла-5, Ла-7                                         | |
| Паровин, Павел Николаевич            | 14            | 1                                | 146/30                                     | 183 иап 427 иап 151 гиап                                                                        | Як-1, Як-9                                         | |
| Пилютов, Пётр Андреевич              | 14            | 1                                | 344/74                                     | 154 иап, 29 гиап, ОБП штаба 13 ВА                                                               | МиГ-3, P-40 Киттихаук, Як-7                        | |
| Савин, Николай Иванович              | 14            | 1                                | -/                                         | 17 иап 19 иап 176 иап                                                                           | ЛаГГ-3, Ла-5, Ла-7                                 | Также сбил 1 аэростат. В октябре 1941 года попал в плен, через месяц бежал и вернулся в свой полк. |
| Тормахов, Дмитрий Дмитриевич         | 14            | 1                                | 368/68                                     | 773 иап 269 иап 267 иап                                                                         | ЛаГГ-3, Як-1, Як-9                                 | В феврале 1945 года был представлен к званию Героя Советского Союза. |
| Штоколов, Дмитрий Кириллович         | 14            |                                  | -/-                                        | 129 иап 5 гиап                                                                                  | МиГ-3, ЛаГГ-3, Ла-5, Ла-7                          | |
| Афонин, Владимир Павлович            | 14            |                                  | 184/30                                     | 72 гиап                                                                                         | P-39 Аэрокобра                                     | В Корейской войне лично сбил 2 самолёта ВВС США. |
| Безродный, Владимир Кириллович       | 14            |                                  | 273/57                                     | 153 иап 28 гиап 68 гиап                                                                         | P-39 Аэрокобра                                     | |
| Вереникин, Владимир Иванович         | 14            |                                  | 199/42                                     | 236 иап 112 иап                                                                                 | Як-1, Як-3                                         | |
| Гамшеев, Михаил Николаевич           | 14            |                                  | 276/73                                     | 85 гиап                                                                                         | Як-1, Як-9                                         | |
| Евдокимов, Василий Сергеевич         | 14            |                                  | -/-                                        | 15 иап                                                                                          | Ла-5, Ла-7                                         | Не вернулся из боевого вылета 9 апреля 1944 года. |
| Ерохин, Владимир Дмитриевич          | 14            |                                  | -/-                                        | 13 иап 111 гиап                                                                                 | ЛаГГ-3, Ла-5                                       | Покончил жизнь самоубийством 29 апреля 1944 года. |
| Зимин, Георгий Васильевич            | 14            |                                  | 249/69                                     | 42 иап 485 иап 72 гиап 240 иад                                                                  | МиГ-3, Харрикейн, Як-7, Як-3                       | |
| Зуб Иван Андреевич                   | 14            |                                  | 227/43                                     | 239 иап 111 иап                                                                                 | ЛаГГ-3, Як-1, Ла-5, Ла-7                           | |
| Канкошев, Ахмет-Хан Талович          | 14            |                                  | ок.180/-                                   | 8 иап 42 иап                                                                                    | Як-1                                               | Не вернулся из боевого вылета 18 декабря 1943 года. |
| Конукоев, Назир Титуевич             | 14            |                                  | 197/-                                      | 402 иап 43 иап                                                                                  | Як-1, Як-9                                         | |
| Лазарев, Виктор Георгиевич           | 14            |                                  | 110/22                                     | 133 иап                                                                                         | Як-9, Як-3                                         | |
| Макаров, Герман Иванович             | 14            |                                  | 254/-                                      | 274 иап                                                                                         | Як-7, Як-1, Як-9                                   | |
| Мельницкий, Георгий Николаевич       | 14            |                                  | 246/-                                      | 296 иап 73 иап                                                                                  | Як-1, Як-7, Як-9                                   | |
| Орлов, Павел Иванович                | 14            |                                  | 342/32                                     | 78 иап СФ 2 гиап СФ                                                                             | Харрикейн, P-40 Киттихаук, P-39 Аэрокобра          | Сбит и погиб в воздушном бою 15 марта 1943 года. |
| Петушков, Александр Васильевич       | 14            |                                  | 163/-                                      | 347 иап                                                                                         | Як-9                                               | |
| Поваров, Василий Георгиевич          | 14            |                                  | -/-                                        | 516 иап 153 гиап                                                                                | Як-1                                               | Также сбил 1 аэростат. Погиб при артиллерийском обстреле аэродрома 24 октября 1944 года. |
| Попов, Николай Васильевич            | 14            |                                  | 361/60                                     | 247 иап 156 гиап                                                                                | Як-1, Як-9                                         | |
| Рябцев, Михаил Евсеевич              | 14            |                                  | ок.150/ок.30                               | 2 гиап                                                                                          | Ла-5, Ла-7                                         | |
| Савицкий, Фёдор Петрович             | 14            |                                  | 362/64                                     | 15 иап                                                                                          | Як-7, Як-1, Як-9, Як-3                             | |
| Свеженцев, Фёдор Климентьевич        | 14            |                                  | 254/-                                      | 73 гиап                                                                                         | Як-1, Як-9                                         | Не вернулся из боевого вылета 21 февраля 1945 года. |
| Середин, Владимир Алексеевич         | 14            |                                  | 308/76                                     | 866 иап 295 иад                                                                                 | Як-1, Як-7, Ла-7                                   | Погиб в авиакатастрофе 6 апреля 1945 года. |
| Томарев, Максим Николаевич           | 14            |                                  | -/-                                        | 274 иап 43 иап 295 иад                                                                          | Як-7, Як-1, Як-9, Як-3                             | |
| Фролов, Николай Петрович             | 14            |                                  | ок.190/ок.30                               | 69 иап                                                                                          | P-39 Аэрокобра                                     | |
| Царёв, Михаил Петрович               | 14            |                                  | -/-                                        | 894 иап 46 иап 69 гиап 21 гиап                                                                  | ЛаГГ-3, P-40 Киттихаук, P-39 Аэрокобра             | |
| Шадрин, Геннадий Алексеевич          | 14            |                                  | 496/76                                     | 975 иап 117 гиап                                                                                | И-16, Як-1, Як-9                                   | |
| Шевелёв, Сергей Николаевич           | 14            |                                  | 186/40                                     | 821 иап 862 иап 249 иап 329 иад 66 иап                                                          | Як-1, ЛаГГ-3, Ла-5, P-39 Аэрокобра                 | |
| Шипов, Александр Павлович            | 14            |                                  | ок.90/св.20                                | 20 иап СФ 78 иап СФ                                                                             | Як-1, Як-9, Як-7                                   | |
| Свистунов, Анатолий Иванович         | 13            | 21                               | 274/65                                     | 508 иап 213 гиап                                                                                | ЛаГГ-3, Як-7, P-39 Аэрокобра                       | |
| Соломатин, Алексей Фролович          | 13            | 16                               | ок.300/св.110                              | 296 иап 73 гиап                                                                                 | И-16, Як-1                                         | В воздушном бою 21 мая 1943 года самолёт был повреждён, лётчик разбился при попытке посадить его на своём аэродроме. |
| Кутахов, Павел Степанович            | 13            | 15                               | 367/79                                     | 7 иап 145 иап 19 гиап 20 гиап                                                                   | МиГ-3, ЛаГГ-3, P-39 Аэрокобра                      | |
| Флейшман, Алексей Дементьевич        | 13            | 14                               | 326/св.60                                  | 4 иап                                                                                           | МиГ-3, И-16, И-153, Харрикейн, Як-7, Як-1, Як-9    | |
| Воронин, Георгий Андреевич           | 13            | 12                               | ок.300/ок.80                               | 180 иап 508 иап 211 гиап                                                                        | МиГ-3, ЛаГГ-3, Як-7, P-39 Аэрокобра                | |
| Закалюк, Алексей Семёнович           | 13            | 12                               | 596/65                                     | 298 иап 104 гиап 9 гиад                                                                         | И-16, P-39 Аэрокобра                               | |
| Кузнецов, Николай Александрович      | 13            | 12                               | св.500/ок.40                               | 147 иап 760 иап 195 иап                                                                         | Харрикейн, P-40 Киттихаук, Ла-5, Як-9              | |
| Бабков, Василий Петрович             | 13            | 10                               | 465/100                                    | 123 иап 521 иап 434 иап 32 гиап 737 иап 88 гиап 2 гиап 5 гиап                                   | ЛаГГ-3, Як-1, Як-7                                 | |
| Клещёв, Иван Иванович                | 13            | 10                               | 510/ок.50                                  | 199 иап 521 иап 434 иап 269 иад                                                                 | И-16, Як-1                                         | В боях на Халхин-Голе сбил 1 самолёт лично. Погиб в авиакатастрофе 31 декабря 1942 года. |
| Валуев, Василий Васильевич           | 13            | 9                                | ок.150/ок.40                               | 297 иап 179 гиап                                                                                | Ла-5, Ла-7                                         | Не вернулся из боевого вылета 19 апреля 1945 года. |
| Метик, Василий Афанасьевич           | 13            | 9                                | -/-                                        | 297 иап 88 гиап                                                                                 | Ла-5                                               | |
| Морозов, Арсений Иванович            | 13            | 9                                | 271/33                                     | 149 иап                                                                                         | ЛаГГ-3, Як-7                                       | Сбит зенитным огнём и погиб 24 июля 1944 года. |
| Шемендюк, Пётр Семёнович             | 13            | 8                                | ок.270/св.40                               | 193 иап 21 иап 157 иап                                                                          | ЛаГГ-3, Як-7                                       | В воздушном бою 1 августа 1943 года сбит и тяжело ранен, по инвалидности от боевой работы отстранён. |
| Юдин, Алексей Сергеевич              | 13            | 8                                | ок.250/ок.70                               | 270 иап 183 иап                                                                                 | Як-1, Як-7                                         | Погиб в боевом вылете 8 января 1944 года. |
| Азаров, Евгений Александрович        | 13            | 7                                | ок.400/ок.110                              | 153 иап 440 иап 19 иап 179 гиап                                                                 | МиГ-3, ЛаГГ-3, Ла-5, Ла-7                          | 1 самолёт сбил тараном. |
| Коблов, Сергей Константинович        | 13            | 7                                | ок.400/св.50                               | 2-я ОИАЭ ПВО 182 иап ПВО 910 иап ПВО 148 гиап ПВО 787 иап ПВО                                   | МиГ-3, Як-1, Як-9                                  | |
| Наумчик, Николай Кузьмич             | 13            | 7                                | ок.400/ок.60                               | 8 иап 42 гиап                                                                                   | Як-1                                               | |
| Татаренко, Дмитрий Митрофанович      | 13            | 7                                | 587/св.100                                 | 13 иап БФ 11 иап БФ 57 шап БФ 3 гиап БФ 4 гиап БФ                                               | И-16, ЛаГГ-3                                       | |
| Фролов, Александр Павлович           | 13            | 7                                | ок.475/78                                  | 659 иап                                                                                         | Як-7, Як-1, Як-9                                   | В боях на Халхин-Голе сбил 1 самолёт лично. Погиб в авиакатастрофе 31 декабря 1942 года. |
| Балалуев, Алексей Андреевич          | 13            | 6                                | 345/52                                     | 21 иап ГУБП ФА ВВС                                                                              | ЛаГГ-3, Як-3                                       | Также сбил 1 аэростат. После тяжелого ранения в октябре 1942 года был на тыловой работе, вернулся на фронт в августе 1944 года. |
| Волчков, Николай Григорьевич         | 13            | 6                                | св.100/43                                  | 43 иап 274 иап                                                                                  | Як-7, Як-9                                         | Сбит и погиб в воздушном бою 26 марта 1944 года. |
| Майоров, Александр Иванович          | 13            | 6                                | 299/68                                     | 425 иап 2 гиап                                                                                  | ЛаГГ-3, Ла-5                                       | |
| Трещёв, Константин Михайлович        | 13            | 6                                | 565/-                                      | 127 иап ГУБП ФА ВВС                                                                             | И-16, И-153, Як-7, Як-1, Як-9, Як-3                | |
| Чиликин, Александр Васильевич        | 13            | 6                                | св.405/св.102                              | 27 иап 28 иап 9 гиап                                                                            | МиГ-3, Ла-5, Як-1, P-39 Аэрокобра                  | |
| Ищенко, Василий Каленикович          | 13            | 5                                | 318/ок.70                                  | 182 иап 1 иап                                                                                   | Як-1, Як-7, Як-3                                   | |
| Монетов, Николай Александрович       | 13            | 5                                | 307/69                                     | 166 иап 88 гиап                                                                                 | ЛаГГ-3, Ла-5, Ла-7                                 | В 1945 году представлялся к званию Героя Советского Союза. |
| Наржимский, Владимир Александрович   | 13            | 5                                | ок.350/35                                  | 32 иап ЧФ 11 гиап ЧФ                                                                            | ЛаГГ-3, P-39 Аэрокобра                             | |
| Васько, Александр Фёдорович          | 13            | 4                                | 303/49                                     | 171 иап 19 иап 176 гиап                                                                         | МиГ-3, Ла-5, Ла-7                                  | В Корейской войне лично сбил 3 самолёта ВВС США. |
| Грачёв, Иван Петрович                | 13            | 4                                | 203/94                                     | 26 иап 191 иап 28 гиап 68 гиап                                                                  | И-16, P-39 Аэрокобра                               | Сбит и погиб в воздушном бою 14 сентября 1944 года. |
| Киянченко, Николай Степанович        | 13            | 4                                | 360/46                                     | 160 иап 5 гиап 814 иап 106 гиап                                                                 | ЛаГГ-3, Ла-5, Як-1                                 | |
| Котюков, Сергей Иванович             | 13            | 4                                | -/-                                        | 436 иап 163 иап                                                                                 | Як-1                                               | Не вернулся из боевого вылета 27 августа 1942 года. |
| Павлов, Павел Ильич                  | 13            | 4                                | 602/46                                     | 71 иап БФ 21 иап БФ                                                                             | И-153, Як-1, Як-7, Як-9                            | |
| Плетнев, Николай Алексеевич          | 13            | 4                                | -/-                                        | 13 иап 111 гиап                                                                                 | Ла-5                                               | |
| Пологов, Павел Андреевич             | 13            | 4                                | св.600/св.100                              | 149 иап 737 иап 163 иап                                                                         | ЛаГГ-3, Як-1, Як-7, Як-9                           | В воздушном бою 3 апреля 1944 года тяжело ранен при таране немецкого самолёта, более на боевые задания не летал. |
| Сенченко, Владимир Петрович          | 13            | 4                                | 224/27                                     | 1 гиап                                                                                          | Як-7, Як-1, Як-3                                   | |
| Трофимов, Евгений Фёдорович          | 13            | 4                                | 376/26                                     | 730 иап ПВО 910 иап ПВО 148 гиап ПВО                                                            | Як-7, Як-9, Як-3                                   | |
| Шевцов, Александр Григорьевич        | 13            | 4                                | св.270/св.50                               | 159 иап 171 иап 148 иап                                                                         | МиГ-3, P-40 Киттихаук, Ла-5, Як-9                  | |
| Юханов, Николай Сергеевич            | 13            | 4                                | -/-                                        | 40 гиап                                                                                         | Ла-5, Ла-7                                         | |
| Ганин, Александр Григорьевич         | 13            | 3                                | -/-                                        | 1 гиап                                                                                          | Як-7, Як-1, Як-3                                   | |
| Давидков, Виктор Иосифович           | 13            | 3                                | 434/50                                     | 131 иап 32 гиап 8 гиад                                                                          | И-16, ЛаГГ-3, Ла-5, Ла-7                           | |
| Снигирёв, Фёдор Алексеевич           | 13            | 3                                | 192/20                                     | 170 иап 791 иап 297 иап 179 гиап                                                                | И-16, ЛаГГ-3, Ла-5, Ла-7                           | |
| Чугунов, Виктор Константинович       | 13            | 3                                | ок.300/-                                   | 897 иап                                                                                         | Як-1, Як-7, Як-9                                   | Погиб в авиакатастрофе 15 февраля 1945 года. |
| Барахтаев, Матвей Васильевич         | 13            | 2                                | 313/41                                     | 18 гиап                                                                                         | Як-3                                               | С июля 1941 по октябрь 1943 года воевал в штурмовом авиаполку, выполнил 60 боевых вылетов на Ил-2 (учтены в общем количестве). |
| Голубин, Иван Филиппович             | 13            | 2                                | ок.200/-                                   | 16 иап ПВО 434 иап                                                                              | МиГ-3, Як-1                                        | Погиб в авиакатастрофе 1 ноября 1942 года. |
| Гольдберг, Константин Иванович       | 13            | 2                                | -/-                                        | 265 иап                                                                                         | Як-9                                               | В воздушном бою 8 сентября 1944 года сбит и попал в плен, освобождён 30 апреля 1945 года. |
| Гришин, Алексей Никонович            | 13            | 2                                | 378/49                                     | 168 иап 516 иап 153 гиап                                                                        | И-16, Як-1                                         | |
| Гугнин, Николай Павлович             | 13            | 2                                | 264/60                                     | 77 сад 188 иап 122 иап                                                                          | Як-1, Як-9                                         | |
| Капустянский, Ипполит Петрович       | 13            | 2                                | 262/89                                     | 31 иап                                                                                          | Ла-5, Ла-7                                         | |
| Келейников, Юрий Яковлевич           | 13            | 2                                | 439/118                                    | 12 гиап ПВО 434 иап 32 гиап 137 гиап                                                            | Як-7, Ла-5, Ла-7                                   | В период боевых действий по защите воздушного пространства КНР в 1950 году сбил 1 гоминьдановский истребитель. В Корейской войне сбил лично 1 истребитель ВВС США. |
| Коломиец, Пётр Леонтьевич            | 13            | 2                                | ок.120/ок.40                               | 78 иап СФ 2 гиап СФ                                                                             | Харрикейн, P-39 Аэрокобра                          | |
| Корень, Василий Артемович            | 13            | 2                                | -/-                                        | 34 иап ПВО 35 иап ПВО 26 иап 124 иап 19 иап                                                     | МиГ-3, Ла-5                                        | Не вернулся из боевого вылета 15 апреля 1944 года. |
| Милаев, Фёдор Леонтьевич             | 13            | 2                                | 304/63                                     | 46 иап 68 гиап                                                                                  | Харрикейн, P-40 Киттихаук, P-39 Аэрокобра          | |
| Митенков, Николай Михайлович         | 13            | 2                                | -/-                                        | 937 иап                                                                                         | Ла-5, Ла-7                                         | В воздушном бою 27 июля 1943 года был сбит и попал в плен, бежал 3 сентября 1943 года и вернулся в свой полк, одержав затем несколько побед. |
| Сергеев, Алексей Антонович           | 13            | 2                                | 179/39                                     | 6 иап 183 иап 149 гиап 150 гиап                                                                 | Як-1, Як-9, Як-3                                   | |
| Суслов, Дмитрий Иванович             | 13            | 2                                | 261/-                                      | 274 иап                                                                                         | Як-1, Як-9                                         | |
| Трегубов, Николай Михайлович         | 13            | 2                                | 463/61                                     | 88 иап 721 иап                                                                                  | И-16, ЛаГГ-3, Ла-5                                 | |
| Гарам, Михаил Александрович          | 13            | 1                                | 213/-                                      | 2 иап 434 иап 32 гиап                                                                           | ЛаГГ-3, Як-1, Як-7                                 | Умер в госпитале 30 июня 1944 года от травм, полученных в авиакатастрофе. |
| Голушков, Виктор Данилович           | 13            | 1                                | -/-                                        | 129 гиап                                                                                        | P-39 Аэрокобра                                     | |
| Ковалёв, Иван Гаврилович             | 13            | 1                                | 247/24                                     | 13 иап 14 гиап                                                                                  | Як-7, Як-9                                         | |
| Кочергин, Михаил Евстафьевич         | 13            | 1                                | -/-                                        | 129 гиап 508 иап 213 гиап                                                                       | Як-1, P-39 Аэрокобра                               | |
| Кравцов, Иван Спиридонович           | 13            | 1                                | 108/15                                     | 287 иап                                                                                         | Як-1, Як-9, Як-3                                   | В июле 1945 года представлялся к званию Героя Советского Союза. |
| Меншутин, Евгений Петрович           | 13            | 1                                | 281/54                                     | 270 иап 152 гиап                                                                                | Як-1                                               | |
| Новиков, Иван Петрович               | 13            | 1                                | -/-                                        | 897 иап                                                                                         | Як-7, Як-9                                         | Не вернулся из боевого вылета 24 августа 1944 года. |
| Овчаренко, Алексей Трофимович        | 13            | 1                                | 334/62                                     | 247 иап 156 гиап                                                                                | Як-1                                               | |
| Петров, Михаил Георгиевич            | 13            | 1                                | 352/80                                     | 45 иап 100 гиап                                                                                 | Як-1, P-39 Аэрокобра                               | |
| Свиридов, Иван Дмитриевич            | 13            | 1                                | 195/-                                      | 1 гиап                                                                                          | Як-7, Як-1, Як-3                                   | |
| Семёнов, Василий Иванович            | 13            | 1                                | -/-                                        | 867 иап 107 гиап                                                                                | Як-1                                               | Не вернулся из боевого вылета 6 ноября 1943 года. |
| Семыкин, Валентин Семёнович          | 13            | 1                                | -/-                                        | 438 иап 212 гиап 213 гиап                                                                       | Як-7, P-39 Аэрокобра                               | |
| Тимошенко, Афанасий Иванович         | 13            | 1                                | 250/67                                     | 814 иап 106 гиап                                                                                | Як-1, Як-7, Як-9                                   | Погиб при несчастном случае на своём аэродроме 3 марта 1945 года. |
| Торубалко Василий Петрович           | 13            | 1                                | 158/37                                     | 427 иап 151 гиап                                                                                | Як-1, Як-9                                         | |
| Шварёв, Александр Ефимович           | 13            | 1                                | ок.400/св.60                               | 31 иап 236 иап 111 гиап 40 гиап                                                                 | МиГ-3, Як-1, Ла-5, Ла-7                            | |
| Шевчук, Василий Михайлович           | 13            | 1                                | 204/46                                     | 247 иап 156 гиап 152 гиап                                                                       | Як-1, Як-9                                         | |
| Бебин, Александр Михайлович          | 13            |                                  | 230/54                                     | 12 иап 183 иап 6 иап 866 иап                                                                    | Як-1, Як-3                                         | |
| Блинов, Алексей Павлович             | 13            |                                  | 261/63                                     | 171 иап 19 иап 297 иап 179 гиап 177 гиап                                                        | Ла-5, Ла-7                                         | В 1955 году осужден за совершение уголовного преступления, в 1956 лишён звания Героя Советского Союза. В 1974 году восстановлен в звании Героя. |
| Бычков, Селиверст Николаевич         | 13            |                                  | 283/28                                     | 13 иап БФ 4 гиап БФ                                                                             | Ла-5, Ла-7                                         | В мае 1945 года представлялся к званию Героя Советского Союза. |
| Ванчугов, Алексей Михайлович         | 13            |                                  | -/-                                        | 40 гиап                                                                                         | Ла-5, Ла-7                                         | |
| Ветчинин, Фёдор Степанович           | 13            |                                  | 382/63                                     | 2 иап 31 гиап 85 гиап                                                                           | Як-1, Як-9                                         | |
| Воронюк, Василий Маркович            | 13            |                                  | 202/82                                     | 236 иап 112 гиап                                                                                | Як-1, Як-3                                         | |
| Горин, Алексей Ильич                 | 13            |                                  | -/-                                        | 402 иап                                                                                         | Як-1                                               | Погиб в авиакатастрофе 19 декабря 1943 года. |
| Гражданинов, Павел Андреевич         | 13            |                                  | 58/28                                      | 169 иап                                                                                         | Ла-5                                               | Сбит и погиб в воздушном бою 5 марта 1943 года. |
| Громов, Алексей Павлович             | 13            |                                  | 135/29                                     | 133 иап                                                                                         | Як-9, Як-3                                         | |
| Демичев, Александр Васильевич        | 13            |                                  | 230/54                                     | 273 иап 976 иап                                                                                 | Як-1, Як-7, Як-9                                   | |
| Дьяченко, Степан Дмитриевич          | 13            |                                  | 141/35                                     | 157 иап                                                                                         | Як-7, Як-9                                         | |
| Еловский, Алексей Николаевич         | 13            |                                  | 92/17                                      | 69 гиап                                                                                         | P-39 Аэрокобра                                     | Погиб в авиакатастрофе 14 февраля 1945 года. |
| Жидков, Иван Иванович                | 13            |                                  | -/-                                        | 20 иап 139 гиап                                                                                 | Як-7, Як-9                                         | Не вернулся из боевого вылета 23 января 1945 года. |
| Иванов, Николай Павлович             | 13            |                                  | св.50/-                                    | 169 иап 63 гиап                                                                                 | Ла-5                                               | Погиб в боевом вылете 7 августа 1943 года. |
| Ивашкевич, Владимир Антонович        | 13            |                                  | -/-                                        | 5 гиап                                                                                          | Ла-5                                               | Не вернулся из боевого вылета 15 июля 1944 года. |
| Ишханов, Рант Ишханович              | 13            |                                  | 322/-                                      | 402 иап                                                                                         | Як-1, Як-9, Як-3                                   | |
| Калинин, Дмитрий Андреевич           | 13            |                                  | 147/42                                     | 508 иап 213 гиап                                                                                | Як-7, P-39 Аэрокобра                               | |
| Клюев, Сергей Прокофьевич            | 13            |                                  | 248/26                                     | 163 иап                                                                                         | Як-9                                               | |
| Леднев, Борис Семёнович              | 13            |                                  | -/-                                        | 179 иап                                                                                         | Як-1, Як-9                                         | |
| Лошак, Николай Исакович              | 13            |                                  | 163/38                                     | 247 иап 156 гиап 153 гиап                                                                       | Як-1                                               | |
| Марченко, Николай Иванович           | 13            |                                  | -/-                                        | 21 гиап 744 иап 86 гиап                                                                         | Як-1, Як-7, Як-9                                   | Не вернулся из боевого вылета 18 сентября 1943 года. |
| Мельников, Василий Иванович          | 13            |                                  | 147/28                                     | 812 иап                                                                                         | Як-1, Як-9                                         | |
| Мордухович, Павел Яковлевич          | 13            |                                  | ок.300/-                                   | 177 гиап                                                                                        | Ла-5                                               | Не вернулся из боевого вылета 31 октября 1944 года. |
| Мшвидабадзе, Захар Самсонович        | 13            |                                  | -/-                                        | 32 иап                                                                                          | Як-9, Як-3                                         | |
| Наумов, Николай Михайлович           | 13            |                                  | -/-                                        | 40 иап 41 гиап                                                                                  | Ла-5                                               | Сбит и погиб в воздушном бою 10 августа 1943 года. |
| Новосёлов, Кузьма Васильевич         | 13            |                                  | 235/37                                     | 115 гиап                                                                                        | Як-9, Як-3                                         | Также сбил в группе 1 аэростат. |
| Овчинников, Пётр Кузьмич             | 13            |                                  | 286/-                                      | 291 иап                                                                                         | Як-1, Як-9                                         | |
| Орлов, Александр Иванович            | 13            |                                  | 629/56                                     | 122 иап 572 иап ПВО 5 гиап                                                                      | ЛаГГ-3, Ла-5, Ла-7                                 | |
| Петров, Николай Павлович             | 13            |                                  | 133/29                                     | 267 иап                                                                                         | ЛаГГ-3, Як-1, Як-3                                 | |
| Русаков, Владимир Васильевич         | 13            |                                  | -/-                                        | 1 гиап                                                                                          | Як-7, Як-1, Як-3                                   | Не вернулся из боевого вылета 27 февраля 1945 года. |
| Рязанкин, Виктор Павлович            | 13            |                                  | 167/32                                     | 6 иап 146 гиап ПВО                                                                              | Як-1, Як-9                                         | |
| Сергунин, Николай Алексеевич         | 13            |                                  | -/-                                        | 744 иап 86 гиап                                                                                 | Як-1, Як-7, Як-9, Як-3                             | |
| Сопелев, Николай Григорьевич         | 13            |                                  | св.150/ок.40                               | 66 иап                                                                                          | Як-7, Як-9, Як-3                                   | |
| Степанов, Николай Афанасьевич        | 13            |                                  | -/-                                        | 157 иап                                                                                         | Як-7, Як-9                                         | |
| Султан-Галиев, Анатолий Борисович    | 13            |                                  | 252/-                                      | 164 иап                                                                                         | Ла-5                                               | |
| Тарасов, Алексей Кондратьевич        | 13            |                                  | ок.250/50                                  | 20 иап СФ                                                                                       | Як-1, P-39 Аэрокобра                               | |
| Ткаченко, Василий Степанович         | 13            |                                  | 156/-                                      | 274 иап                                                                                         | Як-9                                               | |
| Филатов, Семён Алексеевич            | 13            |                                  | -/-                                        | 69 гиап                                                                                         | P-39 Аэрокобра                                     | |
| Шабаев, Михаил Григорьевич           | 13            |                                  | -/-                                        | 116 иап                                                                                         | Ла-5                                               | Не вернулся из боевого вылета 19 ноября 1943 года. |
| Ширяков, Александр Максимович        | 13            |                                  | -/-                                        | 814 иап 106 гиап                                                                                | Як-1                                               | |
| Шишов, Владимир Александрович        | 13            |                                  | ок.300/св.40                               | 565 иап 233 иап                                                                                 | МиГ-3                                              | |
| Шман, Валерий Яковлевич              | 13            |                                  | -/-                                        | 4 иап                                                                                           | Як-9                                               | В 1943—1944 годах воевал в штурмовом авиаполку. |
| Шмыгин, Борис Ильич                  | 13            |                                  | -/-                                        | 774 иап                                                                                         | Як-7, Як-1, Як-9                                   | Погиб в боевом вылете 1 сентября 1944 года. |